# Rıdvan Bolatlı
Rıdvan Bolatlı (* 2. Dezember 1928 in Ankara; † 31. März 2022) war ein türkischer Fußballspieler. Mit der Türkischen Nationalmannschaft nahm er an der Weltmeisterschaft 1954 teil und kam während dieses Turniers zu drei Spieleinsätzen. Durch seine Tätigkeit für MKE Ankaragücü wurde er mit diesem Verein assoziiert.

## Spielerkarriere

### Verein
Bolatlı erlernte das Fußballspielen auf der Straße. Während seines Militärdienstes spielte er für die Militärmannschaft der Bodenstreitkräfte Ankara Karagücü. Später setzte er seine Karriere bei MKE Ankaragücü. Bevor zum Sommer 1959 in der Türkei die erste landesweit auszutragende Liga, die heutige Süper Lig, gegründet wurde, verließ Bolatlı Ankaragücü.

### Nationalmannschaft
Bolatlı spielte 1952 mit seinem Einsatz für die türkische Amateur-Nationalmannschaft während seiner Zeit bei Ankara Karagücü das erste Mal für die türkischen Nationalmannschaften.
Ein Jahr nach diesem Einsatz wurde er im Rahmen eines Testspiels gegen die Jugoslawische Nationalmannschaft in den Kader der türkischen Nationalmannschaft nominiert und gab während dieser Partie vom 5. Juni 1953 sein Länderspieldebüt.
Anlässlich der Fußball-Weltmeisterschaft 1954 nominierte der Nationaltrainer Sandro Puppo Bolatlı in den Kader der türkischen Nationalmannschaft. Hier belegte man am Ende der Gruppenphase punktgleich mit der deutschen Auswahl den zweiten Tabellenplatz. Obwohl man das bessere Torverhältnis hatte, wurde nach der damaligen Regelung der Gruppenzweite durch ein Entscheidungsspiel zwischen diesen beiden Teams entschieden. In dieser Begegnung, die Deutschland 7:2 für sich entschied, spielte Bolatlı sein letztes Länderspiel. Während dieses Turniers absolvierte er zwei Länderspiele.

## Erfolge
- Türkische Nationalmannschaft:
  - Teilnahme an der Fußball-Weltmeisterschaft: 1954